# Fabricio Oberto
Fabricio Raúl Jesús Oberto (* 21. März 1975 in Las Varillas, Córdoba) ist ein ehemaliger argentinisch-italienischer Basketballspieler.    

## Karriere
Die ersten Jahre seiner Karriere verbrachte Oberto in Argentinien und Griechenland. Ab 1999, nach zwei Meisterschaften mit AD Atenas in der Liga Sudamericana, spielte er sechs Jahre in Spanien, unter anderem bei TAU Cerámica in Vitoria-Gasteiz, wo er 2002 das spanische Double gewann. 
Obertos größte sportliche Erfolge mit der argentinischen Basketballnationalmannschaft waren der Gewinn der Goldmedaille bei den Olympischen Spielen 2004 in Athen, der Silbermedaille bei der Basketball-WM 2002 in Indianapolis, sowie der Bronzemedaille bei den Olympischen Spielen 2008 in Peking.
Von 2005 an spielte er in der nordamerikanischen Profiliga NBA zusammen mit seinem Landsmann Manu Ginóbili bei den San Antonio Spurs, mit denen er in der Saison 2006/07 die Meisterschaft gewann. Nach vier Saisons bei den Spurs war er noch jeweils eine Spielzeit für die Washington Wizards und Portland Trail Blazers aktiv.
2019 wurde Oberto in die FIBA Hall of Fame aufgenommen.